# Березки (Брагінський район)
Берізки (біл. вёска Бярозкі) — село (веска) в складі Брагінського району розташоване в Гомельській області Білорусі. Село підпорядковане Новойолчанській сільській раді і в ньому мешкає 153 особи (станом на 2004 рік).
Село Берізки розташоване на південному сході Білорусі, у південній частині Гомельської області, за 42 кілометри на південний схід від районного центру Брагіна та за 3 км від залізничної станції Йолча.